# Fokker F27
Fokker F27 Friendship er et tomotoret turbopropfly der er udviklet og produceret af den hollandske flyproducent Fokker. Flyet blev introduceret i 1955 og indtil 1987 blev der i alt produceret 586 eksemplarer af typen.
Den første prototype, med registreringsnummeret PH-NIV, tog 24. november 1955 på sin jomfruflyvning. Den næste prototype var 0,9 meter længere og kunne rumme fire passagerer mere, så det samlede antal kunne komme op på 32. I november 1958 blev irske Aer Lingus det første selskab der modtog et nyt F27 Friendship-fly.